# Madone de tendresse
La Madone de tendresse ou Notre-Dame de tendresse (en russe : Богоматерь Умиление) est une icône russe originaire de Novgorod qui date du dernier tiers du XIIe siècle. Elle se trouve à la cathédrale de la Dormition de Moscou dans l'enceinte du Kremlin.

## Iconographie
Cette icône provient de Novgorod. Son auteur a copié un modèle byzantin et a réuni des éléments d'iconographie de type Odigitria et Éléousa. L'Enfant Jésus, presse sa joue contre celle de la Vierge, sa mère, comme dans les types Éléousa, et en même temps est représenté dans la position type des icônes Odigitria. De la main droite il retient une bande de tissu de sa tunique, tandis que la main gauche est représentée comme esquissant une bénédiction d'un seul doigt ; comme le font les évêques et les prêtres. Ses doigts sont desserrés comme dans les représentations de type Éléousa, où l'enfant tend sa main droite vers la joue de sa mère. Selon l'académicien Victor Lazarev « Ce genre de confusion de différents genres iconographiques fait penser au travail d'un artisan local qui copie des modèles, à la différence des Byzantins plus habitués à leurs propres types d'icônes ».
Les visages et les vêtements de l'icône se perdent dans les auréoles, dans les replis de la robe brodée d'or de la Vierge Marie et dans le fond doré du support. Ce dernier est entièrement recouvert par la couleur.

## Histoire
L'histoire de cette icône ne peut être suivie dans la documentation et les inventaires de la cathédrale de la Dormition que depuis le XVIIIe siècle. Avant cette époque son nom se perd dans celui de nombreuses « icônes de tendresse », autres portraits de la Vierge Marie. Sans autre spécifications, dans l'inventaire de la Cathédrale de 1701, il est fait mention dans l'armoire à icône ou kiot situé sur le pilier nord de l'édifice, d'une « image de la Vierge » dans un cadre en argent. Les inventaires des années 1771 à 1773 reprennent cet élément en y ajoutant une liste des pierres précieuses autour des figures de Jésus et de la Vierge. Victor Lazarev considère que cette icône citée à l'inventaire est bien celle du XIIe siècle sur base d'une gravure publiée en 1911, gravure réalisée au XVIIIe siècle. Les inventaires des années 1815 à 1818, indiquent que l'icône a été laissée au même endroit dans la cathédrale (au nord-est) mais les pierres précieuses ne sont plus aussi nombreuses que précédemment (Il est possible que les troupes de Napoléon Ier aient emporté une pierre précieuse lors de leur passage en 1812)
Dans les inventaires des années 1841 à 1843 et de 1853 à 1854 l'icône est appelée d'« Athos ». Dans un ajout à l'inventaire, au milieu du XIXe siècle, il est question pour la première fois d'un changement de place de l'icône vers l'iconostase des murs sud de la cathédrale. Quant au nom d'« Athos » il est lié au sanctuaire du Monastère de Hilandar et à l'icône Akafistnaia de Notre-Dame d'Hilandar (ru) Quand l'icône a été restaurée en 1875, une inscription a été gravée sur le support : « Notre-Dame Akafistnaia se trouvant au monastère de Hilandar de Saint Sava en Serbie ». Mais l'icône moscovite diffère malgré tout de celle d'Hilandar
Le revêtement massif en argent de l'icône, qui datait de 1875, fut enlevé en 1961. En même temps fut éliminé le vernis sous lequel fut découvert d'abord la peinture de la fin du XVIIe  début du  XVIIIe siècle (Il est possible que l'inscription ait été ajoutée par iconographe royal Cyril Oulanov, qui, à cette époque, restaura une série d'icônes de la cathédrale de la Dormition). L'icône du XIIe – XIIIe siècle a été découverte par la suite, sous les couches du XVIIe et XVIIIe siècles.